# Севский 34-й пехотный полк
34-й пехотный Севский полк — пехотный полк Русской императорской армии. С 1833 года входил в состав 9-й пехотной дивизии (X армейский корпус).
На 1901 год, полное действительное наименование воинской части — Севский 34-й пехотный графа Каменского полк.

## Дислокация
- XVIII в. — Украинская линия, Новороссия
- 1820 — город Красной Смоленской губернии. Второй батальон полка на поселении в Могилёвской губернии[2]
- 1892 — Обоянь[3]
- 1903 — Кременчуг
- 1913—1914 — Полтава

## История
- 02.02.1713 — Карамзина Ландмилицкий полк (конный)
- 15.12.1763 г. — в числе пеших полков Украинского корпуса сформирован Севский полк Украинского корпуса (пеший), в составе 2-х батальонов, каждый по 1 гренадерской и 5-ти мушкетерских рот.
- 16.01.1769 г. — Севский пехотный полк.
- Июль — сентябрь 1770 г. — участие в осаде Бендер.
- 30.07.1773 г. — участвовал в сражении при Гирсово во время Русско-турецкой войны.
- 29.11.1796 г. — Севский мушкетерский полк.
- 31.10.1798 г. — Мушкетерский генерал-майора Тучкова 1-го полк.
- 31.03.1801 г. — Севский мушкетерский полк.
- 1806 — 1807 гг. — в составе 5-й дивизии полк участвовал в русско-прусско-французской войне, в частности, в сражениях под Наревом, Пултуском, Янковом, Ландсбергом, Прейсиш-Эйлау, под Гуттштадтом, Гейльсбергом и Фридландом.
- 22.02.1811 г. — Севский пехотный полк.
- 21.07.1812 г. — участвовал в Отечественной войне в сражениях под Клястицами и при Головщицах, под Полоцком и на Березине[4].
- 02.04.1833 г. — присоединен 22-й егерский полк. Приведен в состав 6-ти батальонов. Вошел в состав 1-й бригады 9-й пехотной дивизии.
- 10.03.1854 г. — сформированы 7-й и 8-й батальоны.
- 23.08.1856 г. — 4-й действующий батальон переименован в 4-й резервный и отчислен в резервные войска. 5 — 8-й батальоны расформированы.
- 06.04.1863 г. — из 4-го резервного батальона и бессрочноотпускных 5-го и 6-го батальонов сформирован Севский резервный пехотный полк, который в августе того же года стал Тамбовским пехотным полком.
- 25.03.1864 г. — 34-й пехотный Севский полк.
- 25.08.1872 г. — 34-й пехотный Севский Его Императорского Высочества наследного принца Австрийского полк.
- 24.01.1889 г. — 34-й пехотный Севский полк.
- 25.03.1891 г. — 34-й пехотный Севский графа Каменского полк.

## Знаки различия
| Описание     | Знаки различия по состоянию на 1904—1907 гг. | Знаки различия по состоянию на 1904—1907 гг. | Знаки различия по состоянию на 1904—1907 гг. | Знаки различия по состоянию на 1904—1907 гг. | Знаки различия по состоянию на 1904—1907 гг. | Знаки различия по состоянию на 1904—1907 гг. | Знаки различия по состоянию на 1904—1907 гг. | Знаки различия по состоянию на 1904—1907 гг. |
| ------------ | -------------------------------------------- | -------------------------------------------- | -------------------------------------------- | -------------------------------------------- | -------------------------------------------- | -------------------------------------------- | -------------------------------------------- | -------------------------------------------- |
| Погоны       |                                              |                                              |                                              |                                              |                                              |                                              |                                              |                                              |
| Классный чин | Полковник                                    | Подполко́вник                                 | Капитан                                      | Штабс-капитан                                | Пору́чик                                      | Подпору́чик                                   | Подпоручик запаса                            | Пра́порщик                                    |
| Группа       | Штаб-офицеры                                 | Штаб-офицеры                                 | Обер-офицеры                                 | Обер-офицеры                                 | Обер-офицеры                                 | Обер-офицеры                                 | Обер-офицеры                                 | Обер-офицеры                                 |

## Знаки отличия
1. Полковое знамя Георгиевское с надписями: «За отличие при поражении и изгнании неприятеля из пределов России в 1812 году и за Севастополь 1854 и 1855 годах» и «1763-1863», с Александровской юбилейной лентой.
2. Поход за военное отличие. Пожалован 6.10.1809 г. за русско-шведскую войну 1808-09 гг.
3. Знаки на головные уборы с надписью: «За войну 1812, 1813 и 1814 гг.». Пожалованы 3.05.1814 г. В 7-й роте с надписью: «За войну 1812, 1813 и 1814 гг. и за отбитие штурма Севастополя 6 июня 1855 г.». Пожалована 30.08.1856 г.
4. Георгиевские трубы с надписью: «За Варшаву 25 и 26 Августа 1831 года и за усмирение Венгрии в 1849 году». Пожалованы 6.12.1831 г.и 25.12.1849 г.
5. Петлицы за военное отличие на мундиры штаб- и обер-офицеров. Пожалованы 12.10.1878 г. за русско-турецкую войну 1877-78 гг.
6. Георгиевские петлицы на мундиры нижних чинов. Пожалованы 08.02.1907 г. за русско-японскую войну 1904-05 гг.

## Шефы
Шефы или почётные командиры:
- 03.12.1796 — 04.10.1797 — генерал-майор Дивов, Николай Иванович
- 04.10.1797— 30.10.1812[5] — генерал-майор (с 13.09.1799 генерал-лейтенант) Тучков, Николай Алексеевич
- 28.09.1813 — 01.09.1814 — генерал-майор Набоков, Иван Александрович
- 25.12.1846 — 21.04.1852[6] — генерал-адъютант генерал от инфантерии Набоков, Иван Александрович
- 25.08.1872 — 24.01.1889 — Его Императорское Высочество наследный принц Австрийский эрцгерцог Рудольф

## Командиры
- до 1765 — хх.хх.1771 — полковник (с 21.04.1771 бригадир) Милорадович, Андрей Степанович
- 22.09.1775 — хх.хх.1783 — полковник (с 24.11.1780 бригадир) Рахманов, Николай Михайлович
- хх.хх.1783 — хх.хх.1787 — полковник Кафтырев, Иван
- хх.хх.1787 — хх.хх.1794 — полковник (с 25.03.1791 бригадир) Дивов, Николай Иванович
- 01.01.1795 — хх.хх.1796 — полковник Петрович, Воин Иванович
- хх.хх.хххх — 13.03.1798 — подполковник (с 12.03.1798 полковник) фон Кенклоо
- 05.07.1798 — 20.02.1800 — подполковник (с 02.11.1798 полковник) барон Герцдорф, Карл Максимович
- 14.04.1800 — 11.05.1800 — майор Доводчиков, Михаил Степанович
- 11.05.1800 — 12.10.1802 — майор Луков, Фёдор Алексеевич
- 12.10.1802 — 10.02.1803 — полковник Вильчинский
- 10.02.1803 — 26.05.1809 — полковник Мордвинов, Владимир Михайлович
- 02.02.1810 — 14.08.1813 — подполковник (с 30.08.1811 полковник, с 27.05.1813 генерал-майор) Луков, Фёдор Алексеевич
- 01.06.1815 — 15.09.1819 — полковник Денисьевский, Севастьян Андронович
- 15.09.1819 — 25.03.1828 — полковник Колен, Яков Яковлевич[2]
- 18.10.1828 — 02.04.1833 — подполковник (с 18.10.1831 полковник) Набоков 3-й
- 02.04.1833 — 27.01.1837 — полковник Лузанов, Фома Петрович
- 27.01.1837 — 26.03.1840 — полковник Дистерло, Василий Фёдорович
- 26.03.1840 — 31.12.1843 — полковник (с 19.04.1842 генерал-майор) Дик, Егор Афанасьевич
- 31.12.1843 — 12.02.1844 — командующий полковник Коровяков, Иван Родионович
- 12.02.1844 — 08.02.1850 — полковник (с 09.08.1849 генерал-майор) Будберг, Василий Егорович
- 08.02.1850 — 12.03.1850 — полковник Белогужев, Павел Егорович
- 14.03.1850 — 20.09.1853 — полковник Житков, Дмитрий Никифорович
- 20.09.1853 — 03.10.1853 — полковник Печковский, Николай Осипович
- 03.10.1853 — 28.08.1854 — полковник Кинович, Павел Петрович
- 17.09.1854 — 08.09.1855 — полковник Марков, Иван Иванович
- 19.09.1855 — 13.08.1864 — полковник Иващенко, Порфирий Алексеевич
- 13.08.1864 — 10.06.1869 — полковник Булатович, Ксаверий Викентьевич
- 10.06.1869 — 20.04.1871 — полковник Зеленский, Илларион Иович[7]
- 20.04.1871 — 02.01.1878 — полковник Жиржинский, Эдуард Викентьевич[8]
- 03.06.1878 — 03.03.1891 — полковник Рожнов, Леопольд Иванович
- 09.03.1891 — 21.07.1899 — полковник Гродзинский, Густав Константинович
- 05.08.1899 — 02.11.1902 — полковник Рябинкин, Константин Трофимович
- 27.11.1902 — 14.11.1904 — полковник Добржинский, Дионисий Антонович
- 14.11.1904 — 18.11.1909 — полковник Шитковский, Иван Ильич
- 18.11.1909 — 23.06.1913 — полковник Хвостов, Александр Михайлович
- 23.06.1913 — 08.02.1915 — полковник Васильев, Михаил Николаевич
- 08.02.1915 — 05.07.1915 — полковник Козьев, Андрей Михайлович
- 05.07.1915 — 03.01.1917 — полковник Залиев, Павел Егорович
- 08.01.1917 — 24.06.1917 — полковник Дженеев, Николай Дмитриевич
- 24.06.1917 — 02.08.1917[9] — полковник Боголюбов, Евгений Иванович
- 19.08.1917 — хх.хх.хххх — полковник Хижняков, Иван Андреевич